# فانوسا
فانوسا (22 سبتمبر 1947 - 8 نوفمبر 2020)، هي مغنية برازيلية مرتبطة بحركة Jovem Guarda، أصدرت العديد من الألبومات المنفردة، معظمها بعنوان الذاتي.

## وصلات خارجية
- فانوسا في أل ميوزيك
- فانوسا على موقع IMDb (الإنجليزية)
- فانوسا على موقع ميوزك برينز (الإنجليزية)
- فانوسا على موقع أول ميوزيك (الإنجليزية)
- فانوسا على موقع ديسكوغز (الإنجليزية)